# Вледдер
Вледдер (нід. Vledder, нід. вимова: [ˈvlɛdər]) — село в нідерландській провінції Дренте. Входить до муніципалітету Вестервелд.
Його площа становить 12,68 км², а населення станом на 2021 рік складало 1 960 осіб.
До 1998 року мало статус окремого муніципалітету.

## Галерея

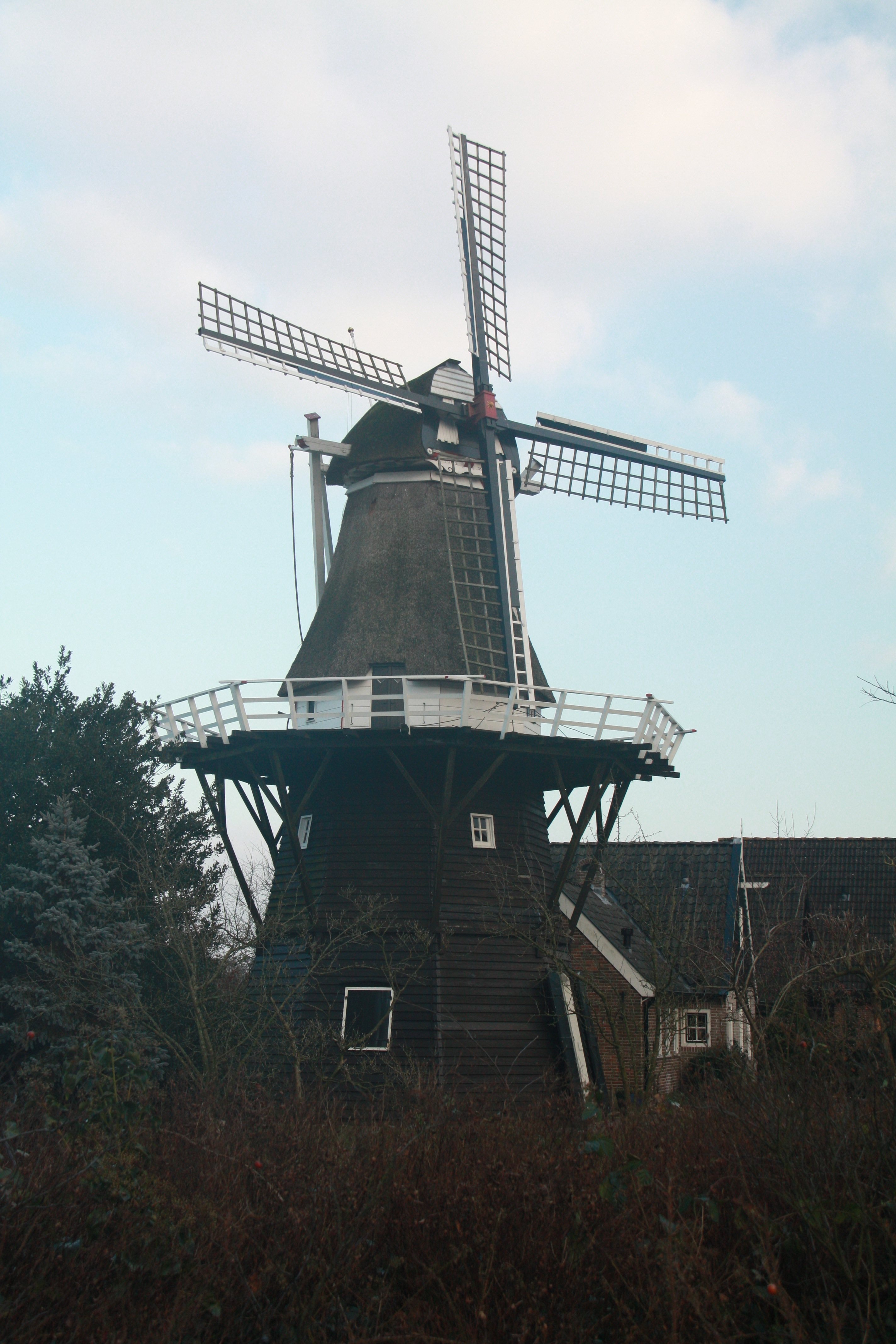
Вітряк у Вледдері
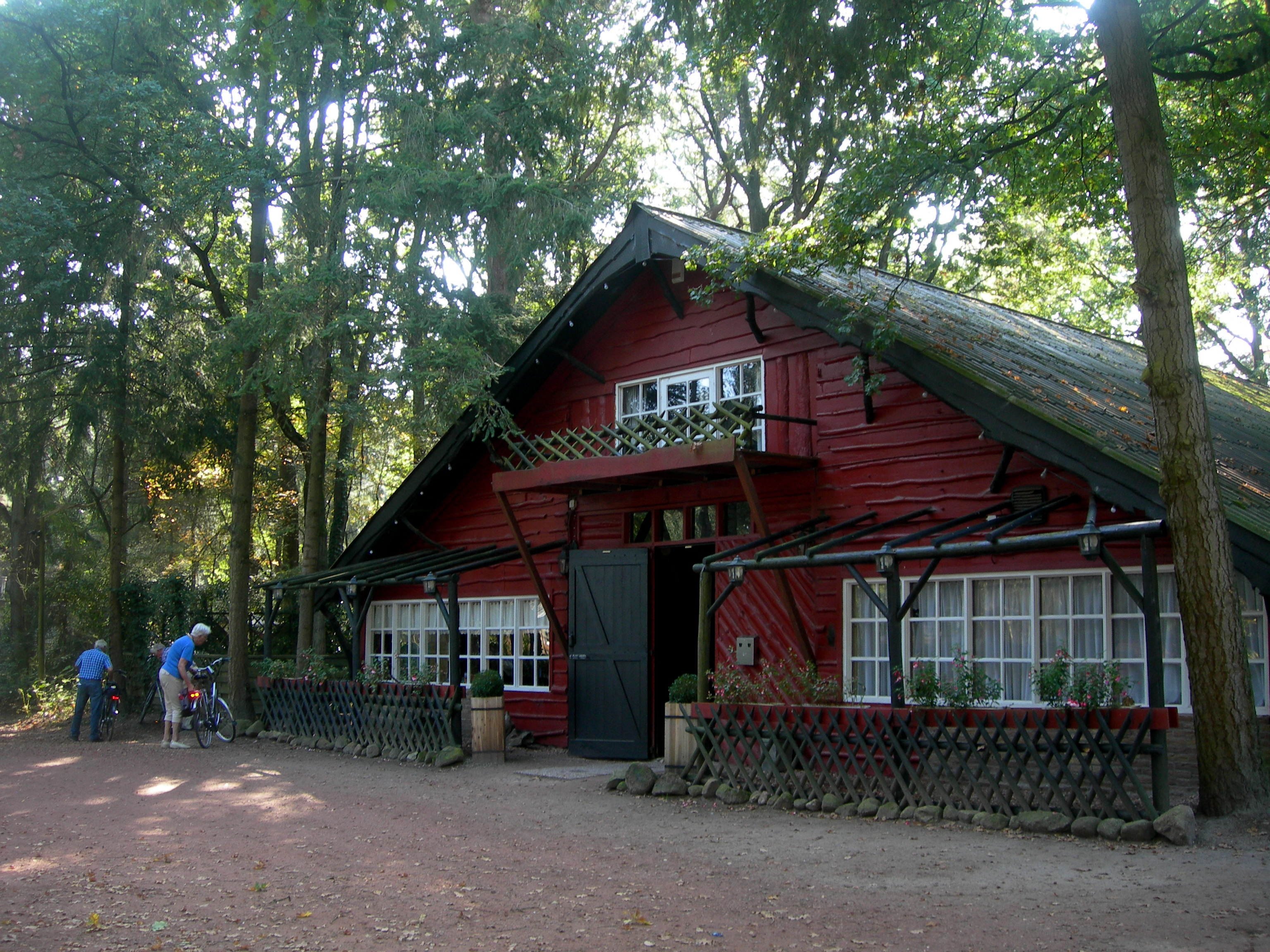
Бар-ресторан у селі
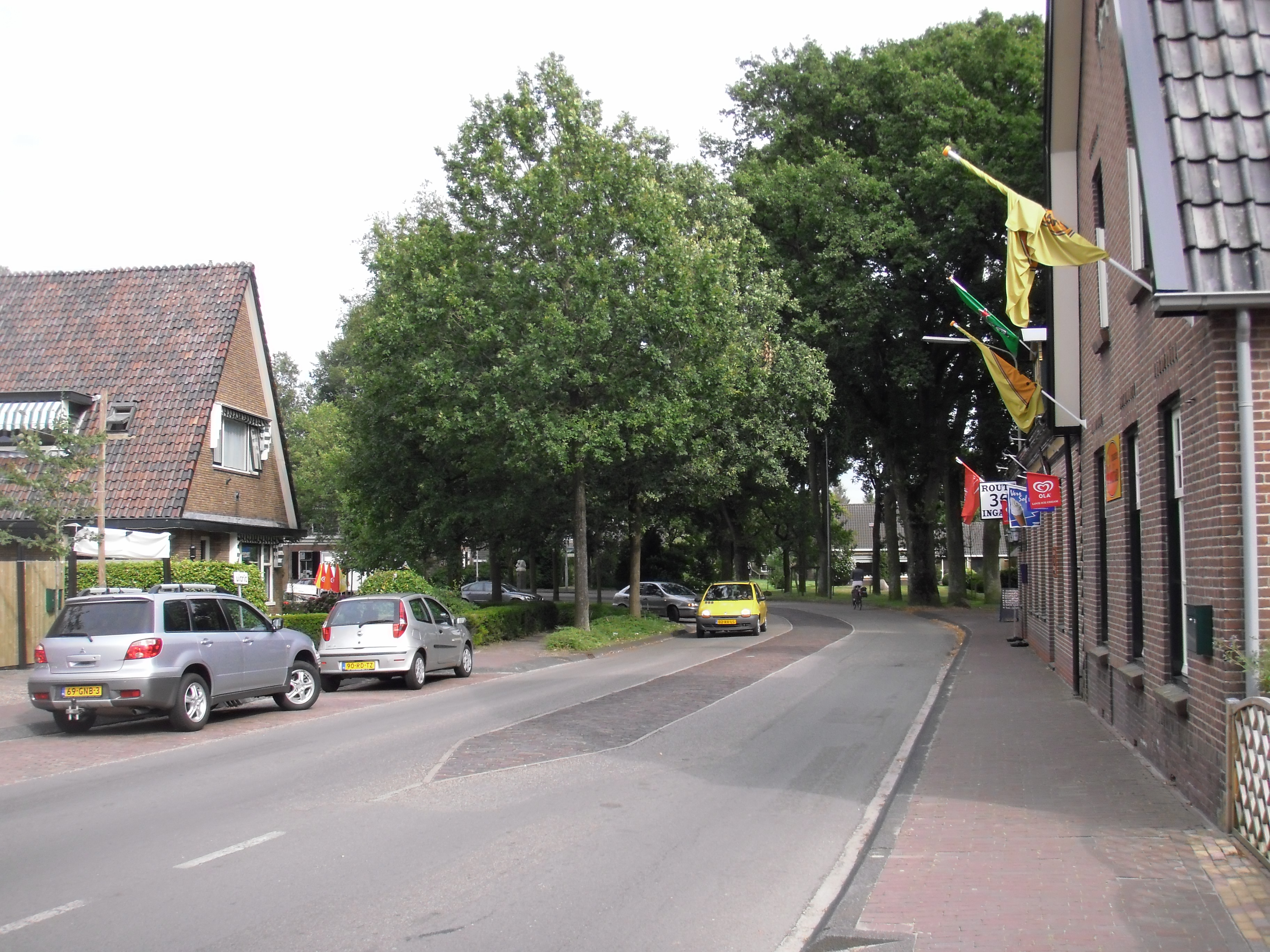
Центр села